# Kartläggare (informationsteknik)
Kartläggare eller kravinsamlare är en roll inom ett IT-projekt som ansvarar för att fånga upp information om produktens målgrupper som påverkar utformningen av produkten. Praktiskt utför arbetet genom intervjuer och workshops med beställare och idégivare samt analyser av målgruppen. Kartläggare ansvarar även för att prioritera mellan olika målgrupper.